# Правителство на Георги Атанасов
Правителството на Георги Атанасов е седемдесет и осмо правителство на Народна република България, назначено с Укази № 2046 и № 2048 от 19 юни 1986 г. Състои се от полтически дейци на БКП и БЗНС (казионен).Управлява страната до 8 февруари 1990 г., след което е наследено от първото правителство на Андрей Луканов.

## Политика
Правителството на Георги Атанасов поема управлението на страната в условия на засилваща се икономическа криза и международна изолация. Валутните приходи в държавния бюджет от двете най-печеливши дейности на социалистическата икономика през 70-те години – нефтопреработването и военната промишленост, рязко намаляват. Вносът на евтин суров петрол от СССР е ограничен, а опитите на кабинета да осигури приток на валута чрез продажба на електроенергия за съседни страни довеждат до енергийна криза, режим на тока (1984 – 1985 г.) и огромни загуби на икономиката. Подобно е положението и в оръжейната индустрия. България губи голяма част от пазарите си както поради силната конкуренция на САЩ и държавите от НАТО, така и поради международното ембарго, наложено на нейни икономически партньори. Дълговете на Ирак, Иран, Алжир, Мароко, Либия, Сирия, Монголия, Камбоджа, Лаос, Куба и Виетнам към България за периода 1985 – 1990 г. надхвърлят 3 милиарда долара, но са създадени за сметка на това множество обекти в тези страни, строени с финансовото кредитно и техническото съдействие на НРБ, което увеличава вноса на стратегически суровини от споменатите страни.
Тежкото икономическо положение, поддържането на огромен държавен бюрократичен апарат и на голяма армия принуждават кабинета да взема все повече заеми от международните финансови институции. Независимо от това министрите, отговарящи за икономиката и финансите – вицепремиерът и председател на Стопанския съвет при Министерския съвет Огнян Дойнов (1986 – 1987), министърът на икономиката и планирането Стоян Овчаров (1987 – 1989) и финансовият министър Белчо Белчев (1986– 1987; 1989) успяват да се справят изключително добре с икономическото развитие и да овладеят ситуацията по новите технологични направления. В края на 1989 г. външният дълг на страната надхвърля 10 милиарда долара. През този период, за да се запушат дупките в бюджета, е използван и пенсионният фонд (два милиарда лева са изтеглени през 1986 г.). Кризата обхваща селското стопанство. Обезлюдяването на българското село в резултат на индустриализацията и „голямата екскурзия“ на българските турци след смяната на имената им довежда до рязко намаляване на животинската продукция и до продоволствена криза в градовете. Независимо от някои становища изразени главно в Енциклопедия „Правителствата на България“, че опитите на управляващите да решат проблемите на селското стопанство чрез ограничена форма на частно селско стопанство и повсеместни бригади не довеждат до реален успех, то видно от документи, съхраняващи се в ЦДА управляващите успяват да решат много от наболелите проблеми на селското стопанство в периода 1987 – 1988 г. като приемат редица важни решения: през ноември 1987 г., по време на 24 сесия на Генералната конференция на Организацията по прехрана и земеделие при ООН – ФАО – в Рим, е подписано споразумение между правителството на НРБ и ФАО, според което България започва да получава финансова помощ от ФАО за субсидиране на селското стопанство и горите; по решение на висшите ръководства на управляващите партии – Политбюро на ЦК на БКП и Постоянното присъствие на БЗНС – от 22 април 1988 г. и с наредба на министъра на земеделието и горите Алекси Иванов от май 1988 г. се разширява системата на самозадоволяването, вследствие на което се развива личната самоинициатива и се превъзмогва тенденцията по намаляване на броя на животните. През септември 1988 г. се обнародва Докладната записка на Генералния секретар на ЦК на БКП и Председател на Държавния съвет Тодор Живков за преустройството на селското стопанство съгласно принципите на „юлската концепция“ и към нея – докладна записка на министъра на земеделието и горите Алекси Иванов и становища на Първите секретари на Областните комитети на БКП, които са изцяло подкрепена от председателя на МС Георги Атанасов и в които е наложена акордната система на работа, като АПК се преустройват от производствени организации в организации, внедряващи нови технологии и подпомагащи новите производствени организации – Кооперативните земеделски стопанства и гражданите акорданти, наемащи земя от държавата за обработване. Резултатите от показателите на селското стопанство отбелязват напредък в производството – средният годишен добив на пшеницата съгласно статистически данни за 1988 г. е 450 хил. т за разлика от 1985 г., когато е само 350 хил. т. Български заводи започват да произвеждат по съветски, италиански, западногермански и японски лицензии нова селскостопанска техника, като само самоходните косачки (по лицензия на италианската фирма БЧС) през 1987 г. са 1200, през 1988 г. са 4500, който размер се запазва и през 1989 г.
Въпреки обезпокоителните тенденции в икономиката на България и започналата „перестройка“ в СССР и другите социалистически държави‚ БКП запазва в управлението и през втората половина на 80-те години характерните черти на тоталитарната власт – общодържавна собственост‚ монополно място на комунистическата партия и огромна власт на лидера, сливане на държавния и партийния апарат, липса на ефективен граждански контрол и огромен репресивен апарат. И през втората половина на 80-те години СССР остава най-големият външнотърговски партньор на страната (над 50% от външнотърговския обмен на България). В политическата сфера обаче се появява явно охлаждане в отношенията между двете държави, дължащо се както на икономическата криза в т.нар. социалистически блок, така и на отказа на Тодор Живков и неговото обкръжение да следват плътно съветската „перестройка“. Тази хладина се засилва и от провеждането на т.нар. възродителен процес, което поставя България в международна изолация и създава сериозни проблеми на СССР като неин съюзник и покровител. Подобни са отношенията и с другите социалистически държави, повечето от които (Чехословакия, Полша, Унгария) предприемат бързи стъпки за скъсване с тоталитарното си минало.

### Десетоноемврийски преврат
Тежката икономическа криза, международната изолация на България и недоволството от тоталитарната власт (от 1988 г. в страната се появяват неформални организации, борещи се за радикални промени в системата) довеждат до свалянето на Живков от власт. На 10 ноември 1989 г. Петър Младенов и Андрей Луканов, подкрепяни от министър-председателя Георги Атанасов, Добри Джуров, Георги Иорданов и Пенчо Кубадински, „получават“ оставката на генералния секретар на ЦК на БКП. Няколко дни по-късно Тодор Живков е освободен и от поста председател на Държавния съвет на Народна република България. За генерален секретар на партията е избран Петър Младенов.
Петър Младенов и неговото обкръжение смятат, че процесът на демократизация на българското общество трябва да се извърши под контрола на партията и промените имат само за цел да подобрят, а не да унищожат съществуващата система. Но през следващите месеци в политическия живот на страната се включват редица нови политически фактори, които заявяват своите претенции да бъдат двигател на промените. На 7 декември 1989 г. е образуван Съюзът на демократичните сили (председател на Координационния съвет е Желю Желев) и се обновяват ръководствата на БЗНС, ДКМС, БПС и др. От края на ноември започват и първите организирани прояви на новите опозиционни групировки. За да тушира социалното напрежение, Народното събрание отменя чл. 1 на конституцията‚ приема закони за амнистията, изменение на Наказателния кодекс, за академичната автономия на ВУЗ, за събранията, митингите и манифестациите и др. Управляващите се съгласяват с идеята за политически диалог с опозицията на Национална кръгла маса. На 3 февруари 1990 г. е приета оставката на Георги Атанасов и неговия кабинет.

## Съставяне
Кабинетът, оглавен от Георги Атанасов, е образуван от политически дейци на БКП и БЗНС.

### Кабинет
Сформира се от следните 20 вицепремиери и министри и един председател:
| министерство                                                                                               | име | име              | партия |
| --- | --- | ---------------- | ------ |
| председател на Министерския съвет                                                                          |     | Георги Атанасов  | БКП    |
| първи зам. председател на Министерския съвет                                                               |     | Андрей Луканов   | БКП    |
| първи зам. председател на Министерския съвет, председател на Държавния комитет за изследвания и технологии |     | Стоян Марков     | БКП    |
| зам. председател на Министерския съвет, председател на Стопанския съвет                                    |     | Огнян Дойнов     | БКП    |
| зам. председател на Министерския съвет, председател на Социалния съвет                                     |     | Георги Караманев | БКП    |
| зам. председател на Министерския съвет, председател на Съвета за духовно развитие                          |     | Георги Йорданов  | БКП    |
| зам. председател на Министерския съвет                                                                     |     | Григор Стоичков  | БКП    |
| зам. председател на Министерския съвет, председател на Държавната планова комисия                          |     | Иван Илиев       | БКП    |
| зам. председател на Министерския съвет                                                                     |     | Кирил Зарев      | БКП    |
| външни работи                                                                                              |     | Петър Младенов   | БКП    |
| вътрешни работи                                                                                            |     | Димитър Стоянов  | БКП    |
| народна отбрана                                                                                            |     | Добри Джуров     | БКП    |
| финанси |     | Белчо Белчев     | БКП    |
| народна просвета                                                                                           |     | Илчо Димитров    | БКП    |
| правосъдие                                                                                                 |     | Светла Даскалова | БЗНС   |
| земеделие и гори                                                                                           |     | Алекси Иванов    | БЗНС   |
| народно здраве                                                                                             |     | Радой Попиванов  | БЗНС   |
| търговия                                                                                                   |     | Христо Христов   | БКП    |
| транспорт                                                                                                  |     | Васил Цанов      | БКП    |
| председател на Комитета за държавен и народен контрол                                                      |     | Георги Георгиев  | БКП    |
| министър                                                                                                   |     | Георги Панков1   | БКП    |

- 1: – посланик в СССР.

### Промени в кабинета

#### от 26 декември 1986
- Министерството на земеделието и горите се закрива и на негово място се създава Съвет за селско и горско стопанство.

| министерство                                                                                | име | име           | партия |
| ------------------------------------------------------------------------------------------- | --- | ------------- | ------ |
| зам.-председател на Министерския съвет, председател на Съвета по селско и горско стопанство |     | Алекси Иванов | БЗНС   |

#### от 19 август 1987
- Освобождават се първите зам.-председатели и зам.-председателите на Министерския съвет.

Преобразуват се с Указ № 2656 от 19 август 1987 г. следните ведомства:
- Министерството на народното здраве в Министерството на народното здраве и социалните грижи.

Закриват се надминистерските съвети при Министерския съвет:
- Стопански съвет;
- Социален съвет;
- Съвет за селско и горско стопанство;
- Съвет за духовно развитие.

Закриват се с Указ № 2656 от 19 август 1987 г. следните ведомства:
- Министерството на народната просвета;
- Министерството на финансите;
- Министерството на търговията;
- Държавният комитет за изследвания и технологии;
- Комитетът по труда и социалното дело;
- Комитетът по цените;
- Комитетът за наука, култура и образование.

Създават се с Указ № 2656 от 19 август 1987 г. следните ведомства:
- Министерство на земеделието и горите;
- Министерство на външноикономическите връзки;
- Министерство на икономиката и планирането;
- Министерство на културата, науката и просветата.

| министерство                    | име | име             | партия |
| ------------------------------- | --- | --------------- | ------ |
| икономика и планиране           |     | Стоян Овчаров   | БКП    |
| външноикономически връзки       |     | Андрей Луканов  | БКП    |
| земеделие и гори                |     | Алекси Иванов   | БЗНС   |
| култура, наука и просвета       |     | Георги Йорданов | БКП    |
| народно здраве и социални грижи |     | Радой Попиванов | БЗНС   |

#### от 3 май 1988
| министерство                                     | име | име             | партия |
| ------------------------------------------------ | --- | --------------- | ------ |
| първи зам.-министър на външноикономически връзки |     | Христо Христов1 | БКП    |

- 1: – с ранг на министър.

#### от 22 септември 1988
| министерство | име | име          | партия |
| ------------ | --- | ------------ | ------ |
| транспорт    |     | Георги Танев | БКП    |

#### от 19 декември 1988
| министерство                    | име | име          | партия |
| ------------------------------- | --- | ------------ | ------ |
| вътрешни работи                 |     | Георги Танев | БКП    |
| народно здраве и социални грижи |     | Минчо Пейчев | БЗНС   |
| транспорт                       |     | Трифон Пашов | БКП    |
| земеделие и гори                |     | Георги Менов | БЗНС   |

#### от 4 юли 1989
Решение от 4 юли 1989 г. на Политбюро на ЦК на БКП да препоръча следните структурни и персонални промени в Министерския съвет:
- 1. Да бъдат назначени за зам.-председатели на Министерския съвет Георги Йорданов и Петко Данчев;
- 2. Министерството на културата, науката и просветата да се преустрои в Национален съвет за образование, наука и култура.
- 3. Да се създадат (с Указ № 1321 от 4 юли 1989 г.):

– Министерство на народната просвета;
– Комитет за наука и висше образование.
- 4. В състава на Националния съвет за образование, наука и култура да се включат:

– Министерство на народната просвета;
– Комитетът за наука и висше образование;
– Комитетът за култура.
- 5. Да бъдат назначени:

– проф. д-р Александър Фол – за председател на Националния съвет за образование, наука и култура, министър, член на правителството;
– член-кореспондент Асен Хаджиолов – за министър на народната просвета и първи зам.-председател на Националния съвет за образование, наука и култура;
– член-кореспондент Александър Янков – за председател на Комитета за наука и висше образование и зам.-председател на Националния съвет за образование, наука и култура;
– Николай Христозов – за председател на Комитета за култура и зам.-председател на Националния съвет за образование, наука и култура.
- 6. Да бъдат освободени:

– Георги Йорданов от поста министър на културата, науката и просветата.
| министерство                                                     | име | име             | партия |
| ---------------------------------------------------------------- | --- | --------------- | ------ |
| зам.-председател на Министерския съвет                           |     | Георги Йорданов | БКП    |
| зам.-председател на Министерския съвет                           |     | Петко Данчев    | БКП    |
| председател на Националния съвет за образование, наука и култура |     | Александър Фол  | БКП    |

#### от 28 юли 1989
| министерство                                         | име | име              | партия     |
| ---------------------------------------------------- | --- | ---------------- | ---------- |
| председател на Комитета за наука и висше образование |     | Александър Янков | безпартиен |

#### от 17 ноември 1989
Закрити са следните ведомства:
- Министерството на търговията.
- Национален съвет за образование, наука и култура

Създадени са с Указ № 2556 от 20 ноември 1989 г. следните ведомства:
- Министерство на финансите;
- Министерство на индустрията и технологиите;
- Министерството на вътрешната търговия;
- Министерство на строителството, архитектурата и благоустройството;
- Държавен комитет за опазване на околната среда с ранг на министерство.

Освободени са следните министри:
- Петко Данчев – от поста зам.-председател на Министерския съвет;
- Христо Христов – от поста министър на търговията;
- Георги Йорданов – от поста министър на културата, науката и просветата.
- Александър Фол – от поста председател на Националния съвет за образование наука и култура

| министерство                                                   | име | име              | партия |
| -------------------------------------------------------------- | --- | ---------------- | ------ |
| зам.-председател на Министерския съвет, министър               |     | Георги Пирински  | БКП    |
| зам.-председател на Министерския съвет, икономика и планиране  |     | Кирил Зарев      | БКП    |
| зам.-председател на Министерския съвет, индустрия и технологии |     | Минчо Йовчев     | БКП    |
| зам.-председател на Министерския съвет                         |     | Стоян Михайлов   | БКП    |
| народна просвета                                               |     | Асен Хаджиолов   | БКП    |
| външни работи                                                  |     | Бойко Димитров   | БКП    |
| вътрешна търговия                                              |     | Иван Шпатов      | БКП    |
| първи зам.-министър на икономиката и планирането               |     | Петър Балевски   | БКП    |
| председател на Държавния комитет за опазване на околната среда |     | Николай Дюлгеров | БКП    |
| външноикономически връзки                                      |     | Христо Христов   | БКП    |
| строителство, архитектура и благоустройство                    |     | Петър Петров     | БКП    |

#### от 24 ноември 1989
- Трифон Пашов е освободен от поста министър на транспорта.

| министерство | име | име          | партия |
| ------------ | --- | ------------ | ------ |
| финанси      |     | Белчо Белчев | БКП    |

#### от 18 декември 1989
- Григор Стоичков е освободен от поста зам.-председател на Министерския съвет.

| министерство                           | име | име             | партия |
| -------------------------------------- | --- | --------------- | ------ |
| зам.-председател на Министерския съвет |     | Надя Аспарухова | БКП    |

#### от 2 януари 1990
| министерство    | име | име               | партия |
| --------------- | --- | ----------------- | ------ |
| вътрешни работи |     | Атанас Семерджиев | БКП    |